# Kat Torres
Katiuscia Torres Soares (Belém, 24 de outubro de 1992), mais conhecida como Kat Torres ou Kat, A Luz, é uma ex-modelo, ex-atriz e influenciadora brasileira. Seu conteúdo online no Instagram focava em uma vida bem sucedida e saudável.
Em 2012, ela foi eleita Miss Caieiras, e representou o município no Miss São Paulo daquele ano.
Em julho de 2024, Torres foi considerada culpada de tráfico de pessoas e escravidão após uma investigação do FBI sobre o desaparecimento de duas mulheres que vieram do Brasil e viviam com Torres. Ela foi condenada a oito anos de prisão.

## Vida e Carreira
Kat Torres iniciou sua carreira como modelo na adolescência e, posteriormente, expandiu sua atuação para o universo digital. Durante anos, construiu uma imagem de guru espiritual e coach motivacional. Torres promovia cursos e mentorias baseados em desenvolvimento pessoal, espiritualidade e prosperidade financeira.

## Acusações de Tráfico Humano e Escravidão
As primeiras suspeitas em relação às atividades de Kat Torres surgiram em setembro de 2022, quando duas jovens brasileiras desapareceram nos Estados Unidos. Suas famílias, com apoio do FBI, iniciaram uma busca que revelou que ambas estavam sob influência direta de Kat.
Relatos indicaram que algumas seguidoras foram convencidas a se afastar de amigos e familiares, além de trabalharem sem remuneração adequada. Ana, uma ex-assistente, mencionou ter trabalhado para Kat sem pagamento e em condições desafiadoras.
Em Austin, Texas, Torres formou um grupo chamado "clã de bruxas", onde algumas participantes se mudaram para sua residência. Entre elas estavam Desirrê Freitas e Letícia Maia, cujo desaparecimento chamou a atenção das autoridades. Algumas ex-participantes relataram que Kat utilizava informações pessoais compartilhadas por suas clientes para exercer influência sobre elas.
O caso ganhou notoriedade em 2022, quando Torres foi acusada de aliciar mulheres brasileiras com promessas de uma vida luxuosa nos Estados Unidos. Segundo investigações, algumas delas tiveram suas imagens divulgadas em sites de acompanhantes e participaram de vídeos com rituais. Familiares das vítimas denunciaram os desaparecimentos, e a repercussão levou a investigações que resultaram na condenação da influenciadora.

### Julgamento e Condenação
As provas apresentadas incluíram documentos judiciais, mensagens de texto, extratos bancários e o livro de Desirrê Freitas, Searching Desirrê (2023). Em 2024, Kat foi julgada e condenada a oito anos de prisão no Brasil por tráfico humano e condições análogas à escravidão.

## Repercussão Midiática
O caso de Kat Torres gerou grande repercussão na mídia internacional e foi tema do documentário Do Like ao Cativeiro: Ascensão e Queda de uma Guru do Instagram, publicado pela BBC News Brasil. O episódio também levantou discussões sobre os riscos associados a influenciadores que exercem forte influência sobre seus seguidores e os limites éticos dessa atuação.
A história também foi abordada no podcast A Coach, produzido pela Wondery e apresentado por Chico Felitti. O podcast narra a trajetória de Kat Torres desde sua ascensão à fama até as acusações que levaram à sua condenação, investigando sua trajetória no Brasil e nos Estados Unidos.